# Stenocrates batesi
Stenocrates batesi är en skalbaggsart som beskrevs av Roger Paul Dechambre 1979. Stenocrates batesi ingår i släktet Stenocrates och familjen Dynastidae. Inga underarter finns listade i Catalogue of Life.